# Agoraea schausi
Agoraea schausi là một loài bướm đêm thuộc phân họ Arctiinae, họ Erebidae.